# Kostanjevica (Ščavnica)
Kostánjevica je potok, desni pritok Ščavnice pri Ljutomeru. Izvira v plitvi dolini pri vasi Zgornji Kamenščak v vzhodnem delu Slovenskih goric in teče po razmeroma široki, mestoma mokrotni dolini proti vzhodu skozi naselji Zgornji in Spodnji Kamenščak in mimo Ljutomera, nato pa se tik pod mestom izliva v regulirano strugo Ščavnice. Ima izrazito asimetrično porečje, saj dobiva iz ozkega slemena na severni strani (Kamenščak) le nekaj kratkih pritokov, z južne strani pa nekoliko daljši pritok iz Kačje grabe, potok Piškor ter potoka iz Rinčetove in Kumerske grabe.
Dolinsko dno je v zgornjem delu doline razmeroma ozko, navzdol postaja vse širše in na obe strani zelo položno prehaja v blago nagnjena dolinska pobočja. Nekoč je bilo precej mokrotno, v njem je bilo v srednjem delu in na pritokih nekaj ribnikov, danes pa segajo njivske površine marsikje prav do struge potoka. Ta je skoraj v celotnem toku ohranjena v bolj ali manj naravnem stanju, potok z majhnimi zavoji vijuga po ravnici, na obeh bregovih pa ga skoraj sklenjeno obdajata ozka pasova obvodnega rastja. Po levem robu dolinskega dna je speljana železniška proga Ormož–Hodoš, tik ob izlivu v Ščavnico je na levem bregu potoka ljutomerska čistilna naprava. Na pritoku iz Kumerske grabe je v Podgradju šest ribnikov s skupno površino 7,2 hektara, s katerimi upravlja ribiška družina Ljutomer. Precejšen del dolinskega dna ob Kostanjevici ter omenjeni ribniki spadajo v lokalno zavarovano območje Krajinski park Ljutomerski ribniki – Jeruzalemske gorice.